# Ophraella arctica
Ophraella arctica är en skalbaggsart som beskrevs av Lesage 1986. Ophraella arctica ingår i släktet Ophraella och familjen bladbaggar. Inga underarter finns listade i Catalogue of Life.